# Avilly-Saint-Léonard
Avilly-Saint-Léonard település Franciaországban, Oise megyében. Lakosainak száma 866 fő (2022. január 1.). Avilly-Saint-Léonard Courteuil, Chantilly, Pontarmé, Senlis és Vineuil-Saint-Firmin községekkel határos.

## Népesség
A település népességének változása:
| Lakosok száma | 895  | 884  | 927  | 887  | 889  | 888  | 885  | 879  | 866  |
|               | 2013 | 2015 | 2016 | 2017 | 2018 | 2019 | 2020 | 2021 | 2022 |